# Duško Pavasovič
Duško Pavasovič (Pavasović, Pavasovic) (Split, 15 d'octubre de 1976), és un jugador d'escacs eslovè, que té el títol de Gran Mestre des de 1999. Tot i que va néixer a Split (Croàcia), va obtenir posteriorment la nacionalitat eslovena.
Tot i que es troba pràcticament inactiu des d'abril de 2013, a la llista d'Elo de la FIDE de juliol de 2015, hi tenia un Elo de 2564 punts, cosa que en feia el jugador número 4 d'Eslovènia. El seu màxim Elo va ser de 2615 punts, a la llista de gener de 2004 (posició 87 al rànquing mundial).

## Resultats destacats en competició
- 2n lloc al Campionat d'Eslovènia de 1998.
- 1r lloc al Campionat d'Eslovènia de 1999.
- 2n lloc al Campionat d'Eslovènia de 2003.
- 4t lloc al Campionat d'Europa d'escacs individual de 2007, on assolí a més la més alta performance del torneig, amb 2765;[4] (el campió fou Vladislav Tkatxov).[5]
- Campió del Memorial Vidmar de 2007, celebrat a Ljubljana.

### Participació en olimpíades d'escacs
Pavasovič ha participat, representant Eslovènia, en sis Olimpíades d'escacs, totes les edicions celebrades entre els anys 1998 i 2008, amb un total de 39 punts de 68 partides, un 60,0%). A l'edició de 1998 hi participà com a MI, i a partir de 2000 com a GM.